# Gornji Katun
Gornji Katun (en serbe cyrillique : Горњи Катун) est une localité de Serbie située dans la municipalité de Varvarin, district de Rasina. Au recensement de 2011, elle comptait 1 353 habitants.
Gornji Katun est officiellement classé parmi les villages de Serbie.

## Démographie

### Évolution historique de la population
| 1948  | 1953  | 1961  | 1971  | 1981  | 1991  | 2002  | 2011  |
| ----- | ----- | ----- | ----- | ----- | ----- | ----- | ----- |
| 1 767 | 1 781 | 1 743 | 1 808 | 1 773 | 1 642 | 1 468 | 1 353 |

|  |